# Club-Mate

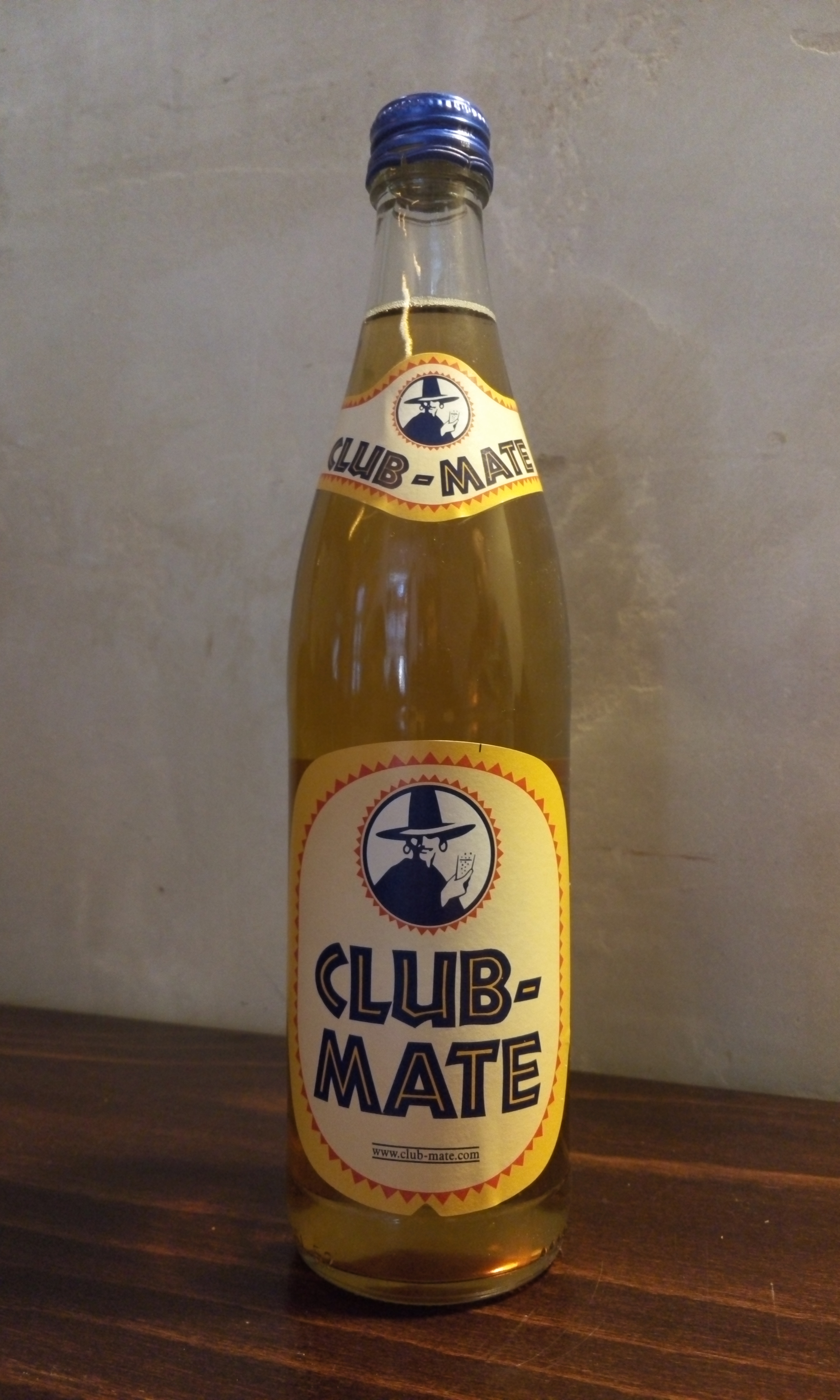
Lahev Club-Mate

Club-Mate (německá výslovnost [ˈklʊp ˈmaːtə]) je šumivý nápoj, obsahující kofein, vyráběný od roku 1924. Vyrábí se z maté. Prodává se v 0,33 a 0,5 l skleněných lahvích. 
Club-Mate má velmi vysoký obsah kofeinu (20 mg na 100 ml), nízký obsah cukru (50 g/kg) a nízký podíl kalorií (20 na 100 ml nápoje) v porovnání s jinými colovými a energetickými nápoji.
Společnost George Latteiera vyráběla tento nápoj už od roku 1889 pod názvem „Sekt-Bronte“. Nápoj se skládal z čaje maté a dalších přísad. Od roku 1924 se začal masověji šířit dál po Německu. 
Koncem druhé světové války se krátce přerušila i výroba Bronte, ale díky jeho velké oblibě byla opět obnovena.
V roce 1957 se Hans Sauernheimer oženil s dcerou Latteiera a vstoupil do společnosti. Zakoupil automatizované stáčecí a uzavírací stroje a díky velikému osobnímu nasazení manželů Sauernheimerových se stávala společnost úspěšnější a úspěšnější a oblast distribuce stále větší.
V roce 1994 vzhledem k vysokému věku Sauernheimer prodal licenci na výrobu Bronte Löscher pivovaru v Bavorsku a ten pokračoval s prodejem nápoje už pod novým názvem „Club-Mate“.
Vysoký obsah přírodního kofeinu v kombinaci s ostatními látkami má pozvolný a rovnoměrný povzbudivý účinek a proto má čaj maté značný význam pro domorodé obyvatele Jižní Ameriky, kteří díky němu vydrží dlouhodobé fyzické vypětí bez přísunu potravy.
Listy maté obsahují kofein, který v kombinaci s ostatními složkami povzbuzuje výrazněji než káva nebo čaj. Podobně jako u čaje má kofein obsažený v maté pozitivní vliv na činnost mozku, přičemž srdce není zatíženo. Kromě kofeinu obsahuje maté více než 20 aminokyselin, vitamíny B1, B2 a C, zastoupeny jsou rovněž minerální látky, například hořčík, mangan, vápník, železo a fosfor. Maté působí zároveň močopudně, podporuje trávení a pomáhá odbourávat tukové buňky v těle.